# Helius (Helius) tenuistylus
Helius (Helius) tenuistylus is een tweevleugelige uit de familie steltmuggen (Limoniidae). De soort komt voor in het Oriëntaals gebied.